# Nkeiru Okoye
Nkeiru Okoye (Nueva York, Nueva York; 18 de julio de 1972) es una música y compositora estadounidense. Ha compuesto numerosos trabajos basados en historia americana, incluyendo Harriet Tubman: When I Crossed That Line To Freedom, Invitation to a Die-In y The Journey of Phillis Wheatley.

## Biografía
Nkeiru Okoye nació el 18 de julio de 1972 en Nueva York. Su madre es afroestadounidense y su padre era nigeriano, miembro del grupo étnico Igbo. Durante su niñez, creció y pasó tiempo en Estados Unidos y Nigeria. Okoye aprendió a tocar el piano a los 8 años, y comenzó a escribir música a los 13. Acudió al año preparatorio de la Manhattan School of Music. Cuando sus padres se separaron, Okoye y su hermana mayor vivieron con su madre en Long Island. Realizó sus estudios de grado en el Oberlin Conservatory of Music, graduándose en 1993. Posteriormente, asistió a la Universidad de Rutgers para estudiar con su mentor, Noel DaCosta.  Para un estreno en Rutgers, en 1999 dirigió su composición The Creation, con Danny Glover narrando momentos importantes de la obra.

## Obra
Okoye escribió en 2002 su conocida obra Voices Shouting Out. Fue encargada por el Maestro Wes Kenney y la Orquesta Sinfónica de Virginia.
En 2005, Okoye colaboró con Carolivia Herron para escribir una obra para orquesta con narración basada en la vida de Phillis Wheatley, llamada The Journey of Phillis Wheatle (El viaje de Phillis Wheatle). Para la composición, Okoye utilizó influencias de la música de Ghana.
En 2014, su obra Harriet Tubman: When I Crossed That Line to Freedom fue estrenada por American Opera Projects. La ópera muestra la vida de los esclavos africanos que vivían en las plantaciones del sur, la vida de Harriet Tubman y la música de la época. Okoye recibió una beca de la National Endowment for the Arts como ayuda para finalizar su obra. La ópera no solo destaca la vida de Tubman, sino también la de otros esclavos y activistas, como William Still y Samuel Green. Sobre la elección de Tubman como protagonista, Okoye afirmó: "Quise escribir una ópera sobre una mujer que hizo cosas grandes y sobrevivió." La ópera incluye su ciclo de canciones independientes de 2006, "Songs of Harriet Tubman".
Su obra Invitation to a Die-In (2017) fue encargada y estrenada por el director Ng Tian Hui y la Mount Holyoke Symphony Orchestra. Una segunda actuación fue realizada por la University City Symphony Orchestra en 2018. Invitation to a Die-In fue un encargo en memoria de Trayvon Martin y otros jóvenes negros que perdieron su vida a causa de la violencia. El texto de la obra fue escrito por David Cote. La interpretación incluye elementos de percusión imitando disparos, y miembros de la orquesta cayendo como si hubiesen sido alcanzados.
Para el 250.º aniversario de la fundación de Charlotte, Carolina del Norte, la Charlotte Symphony Orchestra encargó a Okoye escribir una obra orquestal para conmemorar la historia de la ciudad. La pieza, llamada Charlotte Mecklenburg, dura 12 minutos y refleja la diversidad de la historia de la ciudad. La sección de percusión de Charlotte Mecklenburg hace referencia a Keith Lamont Scott, un afroamericano víctima de violencia policial en 2016.

## Premios e interpretaciones
La música de Okoye ha sido interpretada en el "International Consortium for Music of Africa and its Diaspora" (Universidad de Oxford, Reino Unido), el "Dialogue Between China and Africa in Music", el "Halim el-Dabh Symposium" (Conservatorio de música de Pekín, China), el "Athena Festival of Women in Music "(Murray, KY), el "Gateways Festival" (Eastman School of Music, Rochester (Nueva York); y en conferencias de la "College Music Society", la "National Association of Schools of Music", "The African American Art Song Alliance" y la "National Association of Teachers of Singing".

## Listado de obras

### Voz
- Harriet Tubman: When I Crossed that Line to Freedom
  - You Think it Over (character Rachel)

- Songs of Harriet Tubman (2006). 25 minutos.
  - I Am Harriet Tubman
  - I am Moses, the Liberator
  - My Name is Araminta
  - My Name is Harriet Now
  - Twenty Eight Bathers

### Orquesta
- Black Bottom (2020). 25 minutos.
- Briar Patch - A sung story (2020). 25 minutos.
- Charlotte Mecklenburg (2018). 12 minutos.
- Harriet Tubman, opera
- Invitation to a Die-In (2017). 12 minutos.
- Songs of Harriet Tubman
- The Journey of Phillis Wheatley (2005). 23 minutos.
- Voices Shouting Out (2002). 5 minutos.